# Ron Davis (baseball, 1955)
Pour les articles homonymes, voir Ron Davis et Davis.
Pour le voltigeur de baseball du même nom, voir Ron Davis (baseball, 1941).
Ronald Gene Davis (né le 6 août 1955 à Houston, Texas, États-Unis) est un lanceur de relève droitier qui a évolué dans la Ligue majeure de baseball de 1978 à 1988.
Invité au match des étoiles en 1981 comme représentant des Yankees de New York, Ron Davis réalise 130 sauvetages durant sa carrière, dont 108 pour les Twins du Minnesota de 1982 à 1986. Lanceur de 8e manche chez les Yankees de ses débuts à la fin de la saison 1981, il forme un redoutable duo de releveurs avec le stoppeur Rich Gossage.
Il est le père du joueur de baseball Ike Davis.

## Carrière
Ron Davis est sélectionné par les Cubs de Chicago au 3e tour du repêchage tenu en janvier 1976. 
Après avoir amorcé sa carrière professionnelle la même année en ligues mineures, il est transféré aux Yankees de New York le 12 juin 1978 en échange d'un lanceur partant gaucher en fin de carrière, Ken Holtzman. 

### Yankees de New York
Davis fait ses débuts dans le baseball majeur avec les Yankees le 29 juillet 1978. À sa saison recrue en 1979, le gaucher apparaît dans 44 matchs de l'équipe et remporte 14 victoires, un nombre élevé pour un lanceur de relève, contre seulement deux défaites. Son ratio victoires-défaites est le plus élevé des lanceurs des majeures cette année-là. En 85 manches et un tiers lancées, il maintient une brillante moyenne de points mérités de 2,85 qui est la deuxième meilleure des releveurs du club après celle de Rich Gossage. Davis termine 4e du vote annuel désignant la recrue de l'année de la Ligue américaine de baseball. Il enchaîne deux autres bonnes saisons pour New York, avec des moyennes de points mérités de 2,95 en 131 manches de travail en 1980, puis de 2,71 en 73 manches lancées en 1981. Le 4 mai 1981 face aux Angels de la Californie, il égale un record de Nolan Ryan en retirant sur des prises 8 frappeurs de suite dans le même match, un record de la Ligue américaine qu'il partage jusqu'à ce qu'il soit battu par Doug Fister en 2012.
Davis est invité au match des étoiles en 1981, sa seule sélection en carrière, et joue dans la Série mondiale perdue par les Yankees aux mains des Dodgers de Los Angeles. Dans les séries éliminatoires cet automne-là, il traverse une séquence où il blanchit ses adversaires pendant 10 manches de suite avant d'allouer 6 points mérités en 4 sorties et seulement deux manches et un tiers lancées en grande finale.
Il lance généralement la 8e manche avant l'entrée dans le match du stoppeur Gossage, ce qui donne aux Yankees un duo de releveurs de haute qualité pratiquement assuré de protéger l'avance de l'équipe en fin de partie,. La paire Davis-Gossage est citée pour avoir « défini » à la fin des années 1970 et début des années 1980 la manière moderne dont allaient être utilisés les lanceurs de relève.

### Twins du Minnesota
Le 10 avril 1982, à l'aube d'une nouvelle saison, les Yankees échangent Ron Davis, le joueur d'arrêt-court Greg Gagne et le lanceur droitier Paul Boris aux Twins du Minnesota en retour de Roy Smalley, un joueur de champ intérieur. Après avoir maintenu une moyenne de points mérités de 2,93 et remporté 27 victoires en 37 décisions au cours de ses 4 années chez les Yankees, Davis est incapable de répéter ces succès au Minnesota, où sa moyenne s'élève à 4,51 avec 19 gains et 40 défaites de 1982 à 1986. On lui confie le rôle de stoppeur des Twins et il réussit 22, 30, 29 et 25 sauvetages par saison de 1982 à 1985. La transition entre le rôle de lanceur de 8e manche rempli avec brio à New York et celui de lanceur de 9e manche est cependant ardue. Il enrage les supporteurs du club en gaspillant fréquemment l'avance de l'équipe et en étant incapable de préserver la victoire. La saison 1983 est porteuse d'espoir alors qu'il ne commet que deux sabotages, mais en 1984 il gaspille 14 avances, égalant un record des majeures qu'il partage toujours 30 ans plus tard.  Cette saison en dents de scie est doublement douloureuse pour les Twins, qui avaient consenti à Davis en décembre 1983 une entente de 2,7 millions de dollars pour 4 saisons, à l'époque le plus lucratif contrat jamais accordé par la franchise.
Les 108 sauvetages de Davis pour les Twins sont à l'époque un record de franchise qui sera dépassé à plusieurs reprises, la première fois dès 1992.

### Dernières saisons
Il termine la saison 1986 chez les Cubs de Chicago, qui l'acquièrent des Twins le 13 août en échange du lanceur gaucher Ray Fontenot et du droitier George Frazier. Davis partage 1987 entre les Cubs et les Dodgers de Los Angeles avant de disputer 9 matchs pour les Giants de San Francisco en 1988.
En 481 matchs dans le baseball majeur, tous comme lanceur de relève, Ron Davis a œuvré 746 manches et deux tiers au monticule et maintenu une moyenne de points mérités de 4,05 avec 597 retraits sur des prises. Il a remporté 47 victoires contre 53 défaites et réussi 130 sauvetages, dont 108 avec Minnesota et 22 pour les Yankees.
En 1989, Davis évolue pour les Yakult Swallows, un club de la Ligue centrale du Japon basé à Tokyo. En 36 matchs comme lanceur de relève et 56 manches et deux tiers lancées, il maintient une moyenne de points mérités de 3,97 avec 4 victoires, 5 défaites et 7 sauvetages.